# Gare de Saint-Germain-les-Belles
La gare de Saint-Germain-les-Belles est une halte ferroviaire française de la ligne des Aubrais - Orléans à Montauban-Ville-Bourbon, située sur le territoire de la commune de Saint-Germain-les-Belles, dans le département de la Haute-Vienne, en région Nouvelle-Aquitaine.
C'est une halte de la Société nationale des chemins de fer français (SNCF) desservie par les trains du réseau TER Nouvelle-Aquitaine.

## Situation ferroviaire
Établie à 379 m d'altitude, la gare de Saint-Germain-les-Belles est située au point kilométrique (PK) 437,175 de la ligne des Aubrais - Orléans à Montauban-Ville-Bourbon, entre les gares ouvertes de Magnac - Vicq et La Porcherie.

## Histoire

### Fréquentation
Selon les estimations de la SNCF, la fréquentation annuelle de la gare figure dans le tableau ci-dessous.
| Année               | 2015   | 2016   | 2017   | 2018   | 2019   | 2020  | 2021   | 2022   | 2023   |
| ------------------- | ------ | ------ | ------ | ------ | ------ | ----- | ------ | ------ | ------ |
| Nombre de voyageurs | 14 775 | 13 592 | 13 004 | 13 497 | 12 422 | 9 856 | 11 172 | 15 148 | 18 459 |

## Service des voyageurs

### Accueil
Elle est équipée d'un quai central et d'un quai latéral qui sont encadrés par trois voies, ainsi que de voies de service. Le changement de quai se fait par un platelage posé entre les voies (passage protégé).
L’achat des billets se fait à l’aide de l’automate régional.
Des parkings à vélos et à voitures sont à disposition des usagers.

### Dessertes
La gare est desservie par des trains du réseau TER Nouvelle-Aquitaine (ligne Limoges - Brive-la-Gaillarde).

### Intermodalité
La gare est en correspondance avec les cars régionaux via la ligne R07 et son service de transports à la demande.